# Steno-Apollo (cràter)
|  | No s'ha de confondre amb Steno (cràter). |

Steno-Apollo és un petit cràter d'impacte de la Lluna, situat a la vall Taurus-Littrow. Els astronautes Eugene Cernan i Harrison Schmitt el van visitar amb el seu rover el 1972, a la missió Apollo 17, anomenant-lo simplement «Steno» durant la missió.

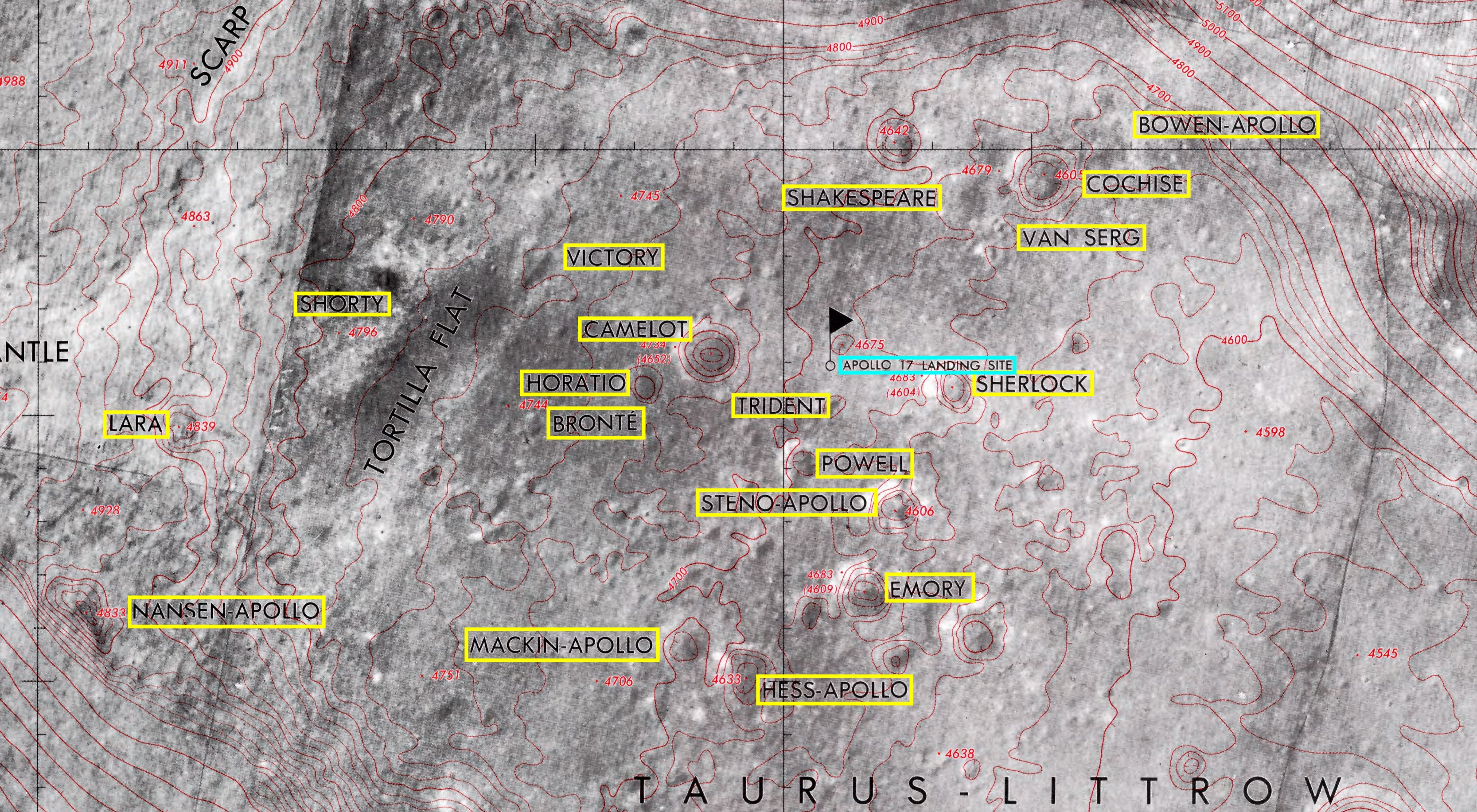
Localització de Steno-Apollo, al centre de la imatge (Lunar Topophotomap 43D1S1)
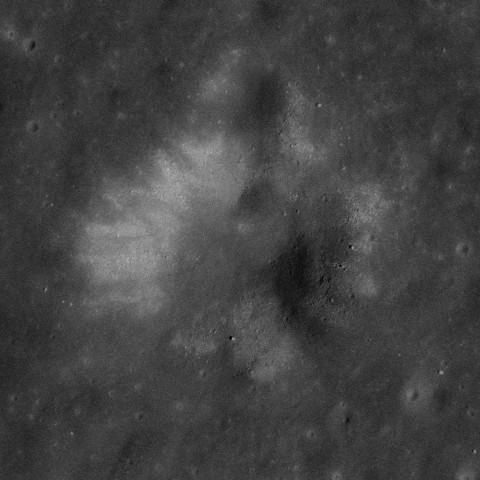
Imatge panoràmica des de l'Apollo 17

Al sud de Steno es troba el cràter Emory, al nord-oest apareixen Trident i Powell, i al nord-est es localitza Sherlock.

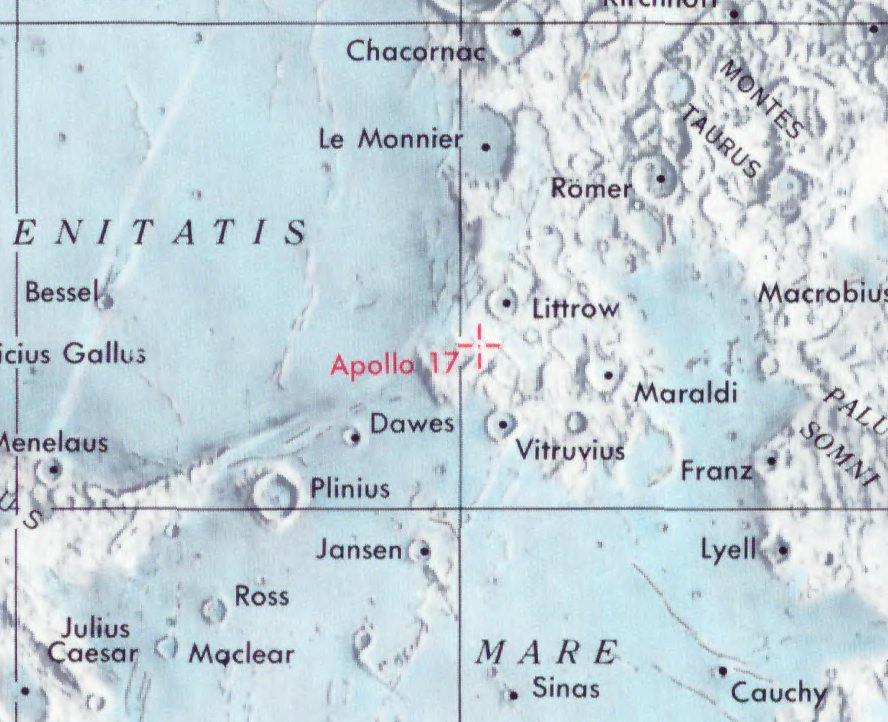
Lloc de l'allunatge de l'Apollo 17

## Denominació
El cràter va ser nomenat pels astronautes en referència al científic danès Nicolau Steno. La denominació té el seu origen en els topònims utilitzats en el full a escala 1/50.000 del Lunar Topophotomap amb la referència 43D1S1 Apollo 17 Landing Area.

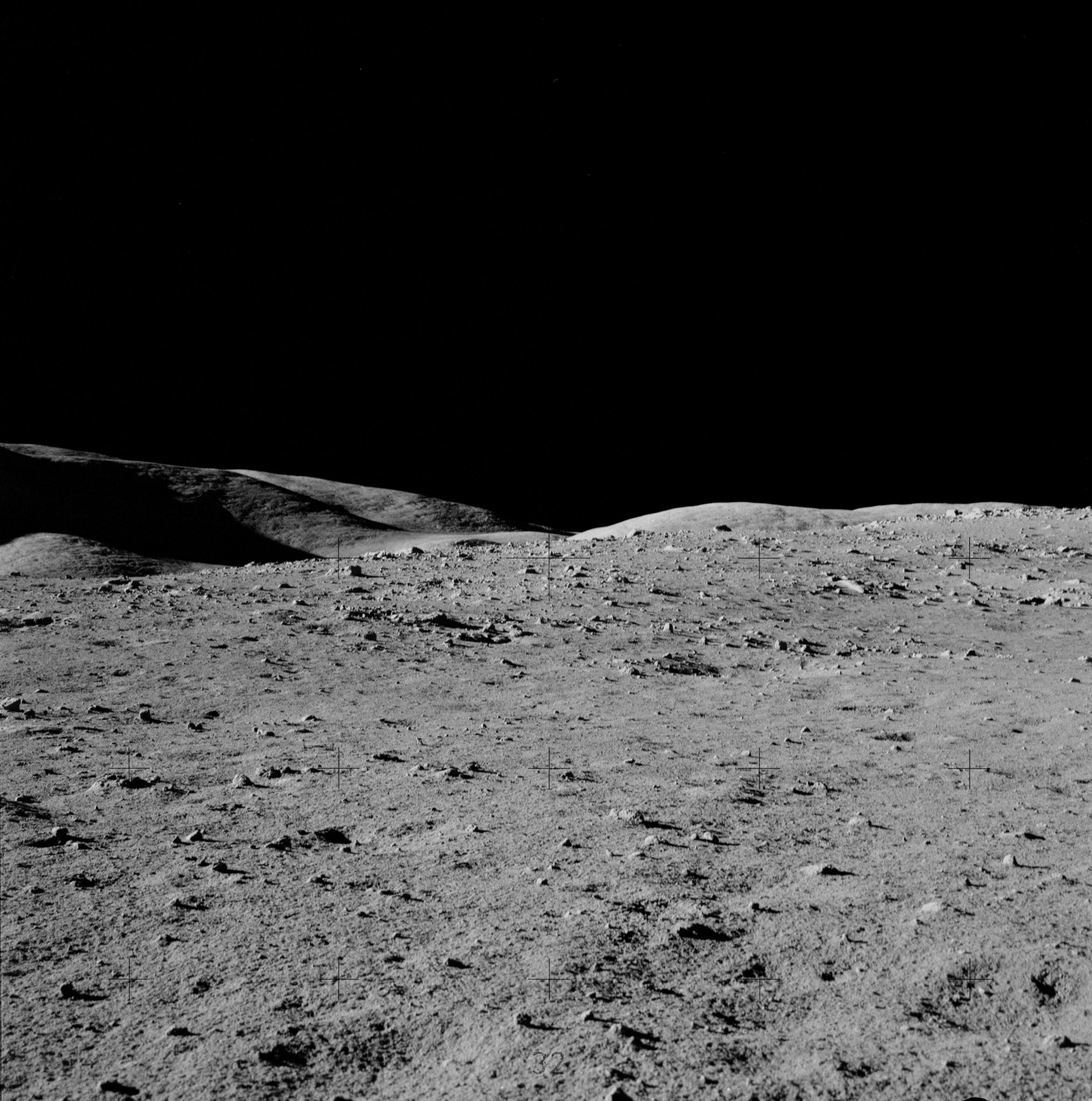
Foto feta des de l'Estació Geològica 1 de la missió Apollo 17 des de la vora de Steno-Apollo, on s'albira a l'horitzó proper